# Ernst Pringsheim senior
Ernst Pringsheim sen. (* 11. Juli 1859 in Breslau, Provinz Schlesien; † 28. Juni 1917 ebenda) war deutscher Physiker in Berlin und Breslau. Sein Spezialgebiet war die Optik.

## Leben
Er entstammte der deutsch-jüdischen Kaufmannsfamilie Pringsheim aus Schlesien. Seine Schulausbildung erhielt Ernst im Maria-Magdalenen-Gymnasium und dem Johannesgymnasium Breslau. Ab 1877 studierte er an verschiedenen deutschen Universitäten (Breslau, Heidelberg und Berlin) Mathematik und Physik. Helmholtz, einer seiner Lehrer, übte größeren Einfluss auf seine weitere Entwicklung aus. Im Jahr 1882 promovierte Ernst Pringsheim mit einer Arbeit über das Radiometer zum Dr. phil. und habilitierte zum Professor. Ab 1886 konnte er als Privatdozent an der Berliner Universität unterrichten.
Von 1896 bis 1905 war er Professor an den Universitäten in Berlin, wo auch seine Zusammenarbeit mit Otto Lummer begann, und ab 1905 in Breslau. In seinen Studien verband er Theoretische Physik mit Experimentalphysik. Es gelang ihm, Wellenlängenmessungen im Ultraviolettbereich durchzuführen und zu interpretieren. Außerdem entwickelte er im Jahr 1881 ein Spektrometer, mit dem erstmals Wellenlängen im Infrarotbereich korrekt gemessen werden konnten. Als weitere Forschungsthemen wandte sich Pringsheim der Elektrizitätsleitung durch heiße Gase und der Strahlung der Gase zu. Ebenso befasste er sich mit der Lichtbrechung und Lichtdispersion der Sonne, der Argand-Lampe für Spektralbeobachtungen sowie zahlreichen weiteren optischen Fragestellungen.
1899 führte er mit Otto Lummer sorgfältige Messungen mit schwarzen Körpern durch zu solchen Aufgaben wie die Energieverteilung in der Strahlung, der Wirkung verschiedener Temperaturbereiche u. a. m. Die Ergebnisse veröffentlichten die beiden Forscher in einer Universitätszeitschrift des Smithonian Institute Washington unter dem englischen Titel “A Determination of the ratio(x) of the specific for air, oxygen, carbon-dioxide and hydrogen” (dt.: "Eine Bestimmung des Verhältnisses (x) der spezifischen Werte für Luft, Sauerstoff, Kohlendioxid und Wasserstoff"). Die Resultate bildeten ein Jahr später die Grundlage für eine revolutionäre Theorie des deutschen Forschers Max Planck. Planck entschloss sich, die Energie eines schwarzen Körpers nicht als eine kontinuierliche Größe zu betrachten. Er entwickelte daraus seine Quantenhypothese.
Außer Details aus dem Gebiet der Optik untersuchte Ernst Pringsheim die Anwendbarkeit des Telefons für die Widerstandsmessung, die Phonometrie des französischen Akzents (gemeinsam mit dem Philologen Eduard Schwan) und Verfahren zur fotografischen Rekonstruktion von Palimpsests <=verunreinigte Manuskriptseiten> (gemeinsam mit dem Königsberger Juristen Otto Gradenwitz).

## Schriften (Auswahl)
- Ueber das Radiometer. Berlin: Lange, 1882. Berlin, Universität, Dissertation, 1882.
- Eine Wellenlängenmessung im ultrarothen Sonnenspectrum. In: Annalen der Physik und Chemie. Neue Folge, Band XVIII, 1883.
- mit Otto Lummer: A Determination of the ratio(x) of the specific for air, oxygen, carbon-dioxide and hydrogen. (= Smithsonian Contributions to Knowledge; 29,6 = 1126 Hodgkins Fund) Washington: Smithsonian Inst., 1898.
- Vorlesungen über die Physik der Sonne. Leipzig: Teubner, 1910.